# Commission des épiscopats de l'Union européenne
Ne doit pas être confondu avec Conseil des conférences épiscopales d'Europe.
La Commission des épiscopats de l'Union européenne (encore abrégé COMECE, pour « Commission des épiscopats de la communauté européenne ») est une institution de l'Église catholique. Elle assure la représentation officielle auprès de l'Union européenne de l'épiscopat des 27 États membres. Chacune des conférences épiscopales (ou équivalent) qui la composent y élit un évêque délégué. Mariano Crociata en est le président.
La COMECE ne doit pas être confondue avec le Conseil des conférences épiscopales d'Europe (CCEE) qui réunit 39 épiscopats de la « grande Europe » et dont la mission principale est l'animation de réseaux pastoraux.
La mission de la COMECE est de mettre en œuvre le dialogue entre les évêques catholiques des pays de l'Union européenne et les institutions politiques de celle-ci sur les sujets d'intérêt commun relevant de leur compétence.
Du 27 au 29 octobre 2017, à l'occasion du 60e anniversaire du traité de Rome, la COMECE a organisé au Vatican une rencontre intitulée (Re)thinking Europe avec la participation du pape François.

## Mission
La COMECE a pour mission d'entrer en dialogue avec les instances européennes et d'informer les épiscopats européens :
- anticiper, accompagner et analyser le processus politique de l'Union européenne ;
- informer l'Église sur les développements de la législation et des politiques européennes ;
- encourager la réflexion, fondée sur l'enseignement de la doctrine sociale de l'Église, sur les défis posés par la construction d'une Europe unie ;
- promouvoir une vision catholique de la recherche du bien commun.

### Cadre juridique organisant le  dialogue
Le dialogue spécifique entre les institutions européennes et les Églises est prévu par l’article 17 (3) du Traité sur le fonctionnement de l'Union européenne qui « reconnaissant leur identité et contribution spécifique » enjoint à l'Union de maintenir avec elles « un dialogue ouvert, transparent et régulier ». L'article 17 (1) du même traité dispose par ailleurs que « l’Union respecte et ne préjuge pas du statut dont bénéficient, en vertu du droit national, les églises et les associations ou communautés religieuses dans les États membres ». Les traités de Lisbonne reconnaissent la nature spécifique des Églises et établissent une distinction claire entre elles et les lobbies ou groupements d'intérêts dont l'activité est régie par l'article 11 du Traité sur l'Union européenne.

## Structure, composition, fonctionnement
La COMECE, la Commission des épiscopats de l'Union européenne, regroupe les évêques délégués représentant les conférences épiscopale catholiques des 27 États membres de l’Union européenne. Un seul évêque représente la Conférence épiscopale nordique (qui inclut le Danemark, la Suède et la Finlande ; ainsi que l’Islande et la Norvège, hors de l’Union européenne) ; tandis que le Royaume Uni est représenté — à titre d’observateur depuis le Brexit — par un évêque délégué de la Conférence des évêques catholiques d'Angleterre et du pays de Galles, et d'un autre délégué de la Conférence des évêques d'Écosse. Un évêque représente la Conférence des évêques catholiques irlandais qui regroupe l'ensemble des diocèses de l’Irlande et de l’Irlande du Nord, nation du Royaume-Uni. L’archevêque de Luxembourg, l’archevêque maronite de Chypre et le Diocèse de Tallinn siègent de droit à la COMECE. Le nonce apostolique auprès de l'Union européenne participe aux réunions de l'Assemblée et du Comité permanent. L'Observateur du Saint-Siège auprès du Conseil de l'Europe et le secrétaire général du CCEE sont invités ex officio aux réunions de l'Assemblée.
Adopté à Rome lors de son assemblée d'octobre 2017, son nouveau statut est confirmé par le Saint-Siège au début de l'année 2018. Le mandat du président et des vice-présidents est de 5 ans, renouvelable une fois. Le mandat du secrétaire général est de 4 ans, renouvelable deux fois.
La structure de la COMECE comprend quatre mécanismes :
- l'Assemblée ;
- le président ;
- le comité permanent ;
- le secrétaire général.

L'Assemblée se réunit habituellement deux fois par an, au printemps et à l'automne. Elle entend les rapports des commissions et du secrétaire général, débat des questions d'actualité et détermine les principales lignes directrices du travail de la COMECE. Les réunions en plénière, en commissions ou en groupes de travail sont autant d'occasions de dialoguer avec des responsables politiques, des membres des institutions européennes ou des experts de la société civile.
L'Assemblée de la COMECE institue des commissions et des groupes de travail composés d’experts désignés par les conférences épiscopales. Les commissions et groupes de travail peuvent inviter des organisations catholiques spécialisées dans les domaines concernés à participer à leurs travaux à titre d'observateurs. Les commissions sont les suivantes :
- Commission Affaires sociales, présidée par Antoine Hérouard ;
- Commission Affaires juridiques, présidée par Théodorus CM Hoogenboom ;
- Commission Affaires extérieures de l'Union européenne, présidée par Rimantas Norvila ;
- Groupe de travail sur la migration et l’asile ;
- Groupe de travail sur l’éthique.

Le président est un évêque élu parmi les membres de l'Assemblée. Il dirige la COMECE et veille à son développement. C'est à lui qu'incombe, en premier lieu, la responsabilité de représenter la COMECE dans les contacts de haut niveau avec les institutions de l'Union européenne. Mariano Crociata a été élu a cette fonction lors de la réunion de l'Assemblée de mars 2023 pour un mandat de cinq ans renouvelable une fois.

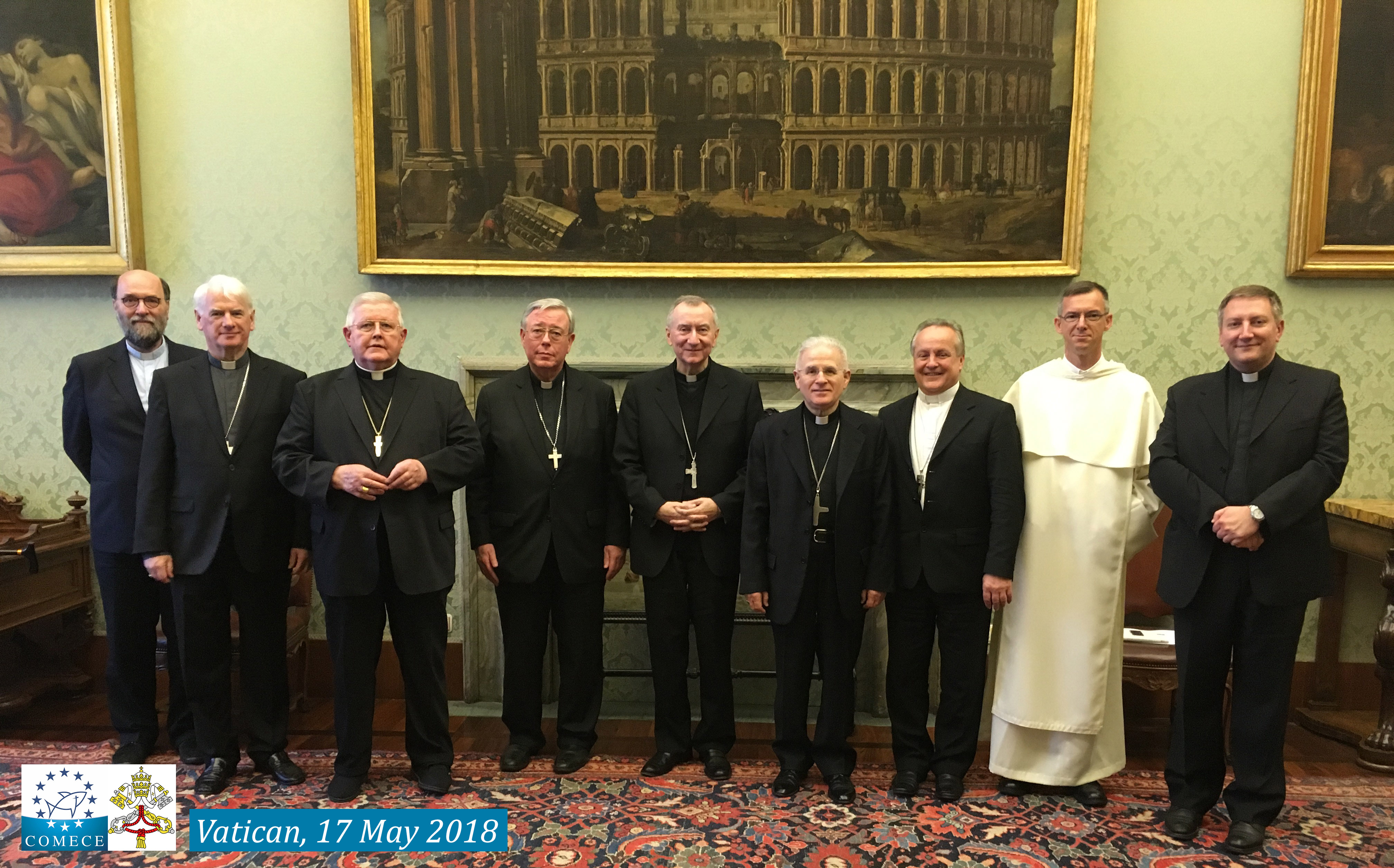
Rencontre au Vatican des membres du Comité permanent de la COMECE avec le cardinal Pietro Parolin, secrétaire d'État du Saint-Siège.

Le comité permanent de la COMECE est composé du président, de quatre vice-présidents élus parmi les évêques délégués et du secrétaire général :
- Mariano Crociata (évêque de Latina-Terracina-Sezze-Priverno), président[7] ;
- Antoine Hérouard (évêque de Dijon, France), premier vice-président[7] ;
- Nuno Brás da Silva Martins (en) (évêque de Funchal, Portugal) vice-président[7] ;
- Rimantas Norvila (de) (évêque de Vilkaviškis, Lituanie), vice-président[7] ;
- Czeslaw Kozon (évêque de Copenhague, pays nordiques), vice président[7] ;
- Père Manuel Barrios Prieto[8], secrétaire général (au 1er septembre 2019).

Le secrétaire général est un prêtre nommé par l'Assemblée et approuvé par le Saint-Siège. Il assure la charge de porte parole de la COMECE qu'il représente au quotidien par délégation du président. Il est assisté dans sa mission par une équipe de conseillers qui suit et analyse, sous sa responsabilité, les politiques de l’Union européenne au sein du secrétariat situé à Bruxelles. Le secrétariat assure les relations quotidiennes entre la COMECE et les institutions de l'Union, prépare et accompagne le travail des commissions, assure la liaison avec les conférences épiscopales. Il entretient des relations de travail avec la Commission, le Conseil et le Parlement européen. Le secrétaire général exerce ses fonctions sous la responsabilité du président. Il rend compte au comité permanent et à l’Assemblée. Il maintient la liaison avec le nonce apostolique auprès de l'Union européenne ainsi qu'avec le CCEE.

## Historique
La COMECE a vu le jour le 3 mars 1980 et fut précédée par le Service d’information pastorale européen catholique (SIPECA, 1976-1980).
Adopté à Rome lors de son assemblée d'octobre 2017, son nouveau statut est confirmé par le Saint-Siège au début de l'année 2018.
De 2012 à mars 2018, le président est le cardinal Reinhard Marx, archevêque de Munich et Freising, en Allemagne. Il a été réélu en 2015 pour un second mandat de trois ans. Les quatre vice-présidents sont Jean Kockerols, premier vice-président, évêque auxiliaire de Malines-Bruxelles (Belgique), Gianni Ambrosio, évêque de Plaisance-Bobbio (Italie), Czeslaw Kozon, évêque de Copenhague (Scandinavie) ainsi que Rimantas Norvila (de), évêque de Vilkaviškis (Lituanie), représentant auprès de la COMECE depuis 2005.

### Liste des présidents depuis la création de la COMECE
- Franz Hengsbach (Allemagne), de 1980 à 1983
- Jean Hengen (en) (Luxembourg), de 1983 à 1990
- Charles-Amarin Brand (France), de 1990 à 1993
- Josef Homeyer (Allemagne), de 1993 à 2006[11].
- Adrianus van Luyn (en) (Pays-Bas), de 2006 à 2012
- Reinhard Marx (Allemagne), de 2012 à 2018[12].
- Jean-Claude Hollerich, SJ (Luxembourg), de 2018 à 2023[13].
- Mariano Crociata (Italie), depuis 2023[1].

### Liste des secrétaires généraux depuis la création de la COMECE
- Mgr Paul Huot-Pleuroux (d), de 1980 à 1989[14]
- P. Paul Schaeffer, de 1989 à 1993[15]
- Mgr Noël Treanor (en) (Irlande) de 1993 à 2008
- Mgr Piotr Mazurkiewicz (d)[16], de 2008 à 2013
- Mgr Patrick Daly (d), de 2013 à 2016[17]
- Fr. Olivier Poquillon OP, de 2016 à 2019[18],[19]
- P. Manuel Enrique Barrios Prieto (d), à partir du 1er septembre 2019.

## Pour approfondir